# Brian Adams (luchador)
Brian Keith Adams (31 de enero de 1963 - 13 de agosto de 2007) fue un luchador profesional estadounidense que luchó para diversas empresas como World Wrestling Entertainment y la extinta World Championship Wrestling. Mejor conocido también bajo su nombre real Brian Adams o Crush. Entre sus logros están haber obtenido el Campeonato en Parejas de WWF con Demolition y los Títulos en Parejas de WCW con Brian Clarke. Fue amigo en la vida real con Randy Savage, Ron Simmons y Marc Mero.

## Carrera

### Inicios
Brian Adams o también conocido como Crush, fue un luchador que alcanzó la fama al llegar a la World Wrestling Entertainment cuando paso a ser miembro del grupo de Demoliton con Ax y Smash, junto a ellos dos ganó el WWE World Tag Team Championship en 1991 junio es liberado de su contrato. Participó también en Royal Rumble 1991 siendo eliminado por Hulk Hogan.

### World Wrestling Federation (1990-1997)
Entonces Adams como Crush, volvió a la WWF a mediados de 1992, a comenzar un feudo con su antiguo compañero Smash que tenía el nombre de Repo Man, Crush lo derrotó en SummerSlam 1992 más tarde derrotó a Steve Lombardi en Survivor Series 1992.
Comenzó un feudo con Doink The Clown, Doink derrotó a Crush en WrestleMania IX, pero luego Cursh se vengaría derrotando y atacando a Doin The Clown. En WWE King of the Ring fue derrotado ante Shawn Michaels Tras esto en una edición de RAW atacó a Randy Savage cambiando así a heel, en Survivor Series 1993 junto con Yokozuna, Ludvig Borg y The Quebbeqers fueron derrotados por Lex Luger, The Undertaker, Scott Steiner y Rick Steiner, Crush fue eliminado gracias a Randy Savage quien atacó a Crush y recibió cuenta de 10.
Entró en Royal Rumble 1994 de #13 eliminando a Randy Savage y a Diésel, pero fue eliminado por Bret Hart y Lex Luger, más tarde tuvo 2 de sus victorias más grandes en su carrera derrotando a Bret Hart, con ayuda de Owen Hart y en RAW derrotó a Randy Savage, pero este lo reto en WrestleMania X Crush fue derrotado por Savage.
Durante los siguientes años Crush formó grupos como Nation of Domination y Disciples of Apocalipe, Crush tenía una lucha pactada contra Lex Luger en WrestleMania XI, lucha que no se realizó debido a que Adams fue arrestado pocos días antes debido a tráfico ilícito de drogas. Bryan Adams volvió a la WWF en octubre de 1996 donde perdió en Survivor Series 1996 cuando pertenecía al equipo de Triple H, cuya lucha Crush eliminó a Marc Mero y Jake Roberts, pero fue eliminado por Rocky Maivia.

#### 1996-1997
Crush formó equipo entonces con Farooq y Savio Vega formando la Nation of Domination, en el Royal Rumble 1997 Crush entró de n. 1 y Ahmed Johnson de #2, Crush no logró ganar la lucha. Más tarde se enfrentaría a Sycho Sid, perdiendo por descalificación. En WrestleMania 13 fueron derrotados NOD por Johnson y LOD. Ahmed Johnson entonces derrotó a Crush más tarde en New York, pero en la revancha Crush se llevó la victoria gracias a la interferencia de Vega y Farooq, 2 semanas después derrotó a Goldust. Más tarde iniciaría un feudo con Farooq y Savio Vega, entonces Crush formó un grupo llamado Disciples of Apocalipsis, Farooq seguida con Nation of Domination y Vega formó un equipo llamado Los Boriquas, en WWE Bad Blood DOA derrotaron a Los Boriquas. Tras el evento de Survivor Series 1997 Crush fue despedido por no haber participado en la Traición de Montreal con Bret Hart.

### World Championship Wrestling (1998-2001)
Debutó en la World Championship Wrestling, perteneciendo en grupos como en WCW NWO con Kevin Nash, Syxx, Lex Luger, Konnan, Randy Savage, Scott Steiner, The Giant y Scott Hall, empezó un feudo entonces con el Campeón Mundial de la WCW quien era Sid Vicious, derrotó a Vicious por descalificación tal que Vicious retuvo su título. Pero un mes después fue derrotado por Sid Vicious. Más tarde haría pareja con The Giant siendo derrotados por Lex Luger y Diamond Dallas Page, tras esto Lex Luger derrotó a Brian Adams con su llave final llamada Torture Rack. En Starrcade 1998 junto con Scott Norton derrotaron a Fit Finlay y Jerry Flynn. 
Poco después formó equipo con Bryan Clark llamándose así Kronik, en WCW The Great American Bash ganaron una oportunidad por los Campeonatos en parejas de relevo de la WCW, al derrotar a The Mamalukes, más tarde en Bash at the Beach derrotaron a Shawn Stasiak y a Chuck Palumbo ganando así los Campeonatos en Parejas de la WCW, retuvieron sus títulos en WCW New Blood Rising, perdieron los títulos poco después, pero en Fall Brawl fueron derrotados por The Harris Brothers, cuando ambos Harris hicieron sangrar primero a Bryan Adams. El 18 de octubre del 2000, Adams y Clarke participaron en un Countdown Armageddon Battle Royal en Nitro, siendo Adams el último en ser eliminado por Mike Awesome con ayuda de Goldberg. En Halloween Havoc ambos fueron derrotados por Goldberg en un elimination Match. En Millennium Final derrotaron a Bylly Kidman y a Rey Mysterio. En Starrcade 2000 derrotaron Kronik a Big Vito y a Reno.
En el primer Monday Night Nitro Kronik derrotaron a Goldberg y a Sting.

### World Wrestling Federation (2001)
Debutaron en la WWF como heel atacando a The Undertaker y a Kane, Adams entonces fue puesto en una lucha individual contra Undertaker, Adams perdió la lucha por descalificación. Finalmente en WWE Unforgiven ambos fueron derrotados por The Undertaker y Kane.

## Muerte
El 13 de agosto de 2007, Adams fue encontrado inconsciente en su cama por su esposa en su casa de Tampa, Florida. Ella llamó al 911, pero fue declarado muerto por los paramédicos cuando llegaron. El médico forense concluyó que murió como resultado de la mezcla de buprenorfina, analgésico, carisoprodol (relajante muscular), clordiazepóxido y alprazolam. El forense determinó que la combinación de drogas impidió la llegada de oxígeno a su sistema respiratorio y por lo tanto a su cerebro,corazón,e.t.c.

## Campeonatos y logros
- All Japan Pro Wrestling
  - AJPW Unified World Tag Team Championship (2 veces) – con Bryan Clark

- Pacific Northwest Wrestling
  - NWA Pacific Northwest Heavyweight Championship (2 veces)
  - NWA Pacific Northwest Tag Team Championship (2 veces) – con The Grappler (1) y Steve Doll (1)

- Pro Wrestling Illustrated
  - PWI ranked him #59 of the 100 best tag teams during the PWI Years with Smash and Ax in 2003[1]

- World Championship Wrestling
  - WCW World Tag Team Championship (2 veces) – con Bryan Clark

- World Wrestling Federation
  - WWF World Tag Team Championship (1 vez) – con Smash & Ax

- Wrestling Observer Newsletter awards
  - Worst Worked Match of the Year (2001)  Bryan Clark vs. The Undertaker and Kane at Unforgiven
  - Worst Feud of the Year (1997) vs. Los Boricuas
  - Worst Tag Team (2000, 2001) with Bryan Clark